# گنتوم‌تباران
گنِتوم‌تباران (Gnetophyta) نام دسته‌ای از گیاهان است. دسته گنتوم‌تباران از سه راسته زنده از گیاهان چوبی تشکیل شده که در زمره بازدانگان به‌شمار می‌آیند. سه راسته یادشده هر یک تنها یک سرده را شامل می‌شود که گنتوم، ویلوچیا، و ریش بز هستند که جمعاً و ۷۰ گونه زنده دارند.
گنتوم‌تباران برخلاف دیگر بازدانگان، عنصر چوب‌آوندی vessel element دارند که در گیاهان گلدار نیز دیده می‌شود. عنصر چوب‌آوندی یاختهٔ آوندی در چوب برخی سرخس‌ها و اغلب نهان‌دانگان است که فاقد دیوارهٔ عرضی است و دیوارهٔ ثانویهٔ ضخیم دارد.

## راسته‌ها
| راسته                       | تیره                        | سرده                | تصویر | توضیح |
| --------------------------- | --------------------------- | ------------------- | ----- | --- |
| گنتوم‌سانان Gnetales         | گنتومان Gnetaceae           | گنتوم Gnetum        |       | این سرده دارای ۵۰ گونه است که در مناطق گرمسیری آسیای شرقی. آفریقا و مناطق شمالی آمریکای جنوبی یافت می‌شود. گونه‌های جنس گنتوم درختچه یا گیاهان چندساله بالارونده‌ای با برگ‌های متقابل‌اند که پهنک برگ آنها رشد یافته و شبیه به برگ‌های گیاهان گلدار است و دستگاه آوندی برگ‌ها شبکه‌ای است. برگ‌های گیاهان این سرده، ساده با رگبرگ‌های شانه‌ای کلروفیلی و شبیه برگ دولپه‌ای می‌باشد.                |
| ویلوچیاسانان Welwitschiales | ویلوچیائیان Welwitschiaceae | ویلوچیا Welwitschia |       | ویلوچیا در جنوب آفریقا و در صحرای کشور نامیبیا انتشار دارد. این سرده تنها یک گونه به نام ویلوچیا میرابیلیس دارد. شکل ظاهری آن به هشت‌پایی غول پیکر شباهت دارد. ویلوچیا در واقع گیاه پرتحملی در برابر خشکی نیست بلکه خود را جهت تهیه آب بسیار مجهز کرده‌است. این گیاه در جاهایی که آب‌های زیرزمینی وجود دارند یافت می‌شود و گیاه با ریشه‌های بلند خود قدرت جذب بالا آوردن این آب‌ها را دارد. |
| ریش‌بزسانان Ephedrales       | ریش‌بزیان Ephedraceae        | ریش بز Ephedra      |       | ریش بز یا اُرمک ظاهری جارومانند و برگ‌های تحلیل‌رفته و برچه‌های نیمه‌بسته دارند. زیستگاه این گیاهان که اقلیم‌های خشک است. «ریش بز» کاربردهای دارویی و درمانی دارد. یکی از گونه‌های آن، Ephedra pachyclada، همان گیاه مخدر معروف هوم است که در اوستا از آن نام برده شده و مورد استفادهٔ موبدان است                                                                                             |